# Pono

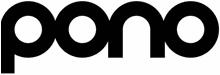
Logo des Service

Pono (hawaiisch unter anderem für „Güte, Aufrichtigkeit, Moral, Billigkeit, gerecht, in vollkommener Ordnung“) war ein Online-Musikdienst mit eigenem Abspielgerät, der von Neil Young und seinem Unternehmen PonoMusic angekündigt wurde. Der Anspruch von Pono war, „der minderen Qualität von MP3-komprimiertem Audio entgegenzutreten“ und stattdessen Musik anzubieten, die so klingt wie „während der Aufnahme im Tonstudio“ (original: to confront the compressed audio inferiority that MP3s offer […] as they first sound during studio recording sessions.).
Die ersten vorbestellten Geräte wurden ab Oktober 2014 verschickt. Ein wirtschaftlicher Erfolg blieb in der Folgezeit aber aus. Im April 2017 wurde die Einstellung des Dienstes angekündigt. Pläne für eine Alternative wurden wenig später fallengelassen. 

## Geschichte
In seiner Biografie „Waging Heavy Peace: A Hippie Dream“ äußerte sich Young besorgt über digitale Audioqualität, insbesondere in Apples iTunes Store. „My goal is to try and rescue the art form that I've been practicing for the past 50 years,“ schreibt er.
Im Jahre 2012 gründete Young Pono Music, gemeinsam mit dem Silicon-Valley-Unternehmer John Hamm als CEO. Im September 2012 präsentierte Young in der Late Show von David Letterman einen Prototyp des Abspielgerätes und berichtete von der Unterstützung durch mehrere große Plattenlabels Warner, Sony und Universal.
Im März 2014 startete PonoMusic eine Crowdfunding-Kampagne für das Abspielgerät auf der Plattform Kickstarter, verbunden mit der Ankündigung, dass das Gerät „the finest quality, highest-resolution digital music from both major labels and prominent independent labels“ abspielen werde. Pono setzte auf das „Pono audio format“, das auf dem freien FLAC-Codec zur verlustfreien Audiodatenkompression basierte. Es folgte ein Werbevideo, in dem unter anderem Bruce Springsteen, Eddie Vedder, Rick Rubin, Jack White, Elton John und Arcade Fire für das Gerät warben. Mit dieser Kampagne konnte Young innerhalb eines Tages mehr als die benötigten 800.000 $ einwerben, am Ende waren es mehr als 6.000.000 USD Startkapital.
Bis Ende November 2014 wurden 9103 Chrome-LE-Abspielgeräte mit Künstlersignatur, 2824 gelbe Abspielgeräte und 380 transparente Abspielgeräte ausgeliefert. Damit wurden die bei der Vorbestellkampagne genannten Termine eingehalten. Es gab Berichte, dass Pono Vertriebsvereinbarungen mit mehreren großen Plattenlabels getroffen habe und als Wettbewerber gegen Anbieter wie iTunes Store antreten werde.

## Ecosystem
Das Pono-„ecosystem“ umfasste die folgenden Komponenten:
- Das portable Abspielgerät für 399 USD, der PonoPlayer, der mit dem internen Festspeicher von 64 GB Größe, als auch mit einer mitgelieferten microSD-Karte mit einer Speicherkapazität von 64 GB betrieben wurde. Das Abspielgerät konnte damit bis zu 500 hochauflösende Versionen von Musikalben speichern. Mit seinen zwei Ausgängen konnte der PonoPlayer im Balanced Mode auch an professionellen High End-Soundsystemen und Kopfhörern betrieben werden.
- Den PonoMusic Online-MusicStore, bei dem neben den Musikstücken auch Ohrhörer, Kopfhörer und weiteres Zubehör angeboten wurde.
- Die „PonoMusic App“, das dazugehörige Medienverwaltungssystem zum Herunterladen und Synchronisieren der Musik.

## Kritik
Der Entscheidung von Pono, Musik mit einer Qualität von 96 kHz/24 bit oder 192 kHz/24 bit PCM zu vertreiben, begegneten unter anderem Toningenieure mit der Kritik, dass es wissenschaftlich nicht erwiesen sei, ob ein Unterschied zwischen Aufnahmen mit 16 bit/44,1 kHz und 24 bit/192 kHz überhaupt wahrgenommen werden kann.